# Pachygnatha tullgreni
Pachygnatha tullgreni là một loài nhện trong họ Tetragnathidae.
Loài này thuộc chi Pachygnatha. Pachygnatha tullgreni được miêu tả năm 1973 bởi Senglet.